# Piedra de la paciencia
La Piedra de la paciencia es en algunas leyendas antiguas es una piedra mágica que recibe las quejas de los hombres, soporta sus aflicciones y guarda sus esperanzas, como en persia y el islam.
En otras culturas la piedra ilustra el encomio y perseverancia del hombre y representa la paciencia de los hombres para lograr sus fines, como en la leyenda china o, como en la leyenda de Sogamoso, refleja lo contrario: la impaciencia humana con sus resultados negativos.

## En Asia

### Persia
En la mitología persa, sangue sabur, es una piedra dotada de poderes mágicos,a la cual cada quien puede confiarle no sólo las propias desgracias, miserias y sufrimientos, sino todo cuanto nadie se atreve a revelarle a los demás. Se dice que la piedra escucha y, como una esponja, absorbe todas las palabras, confesiones y secretos, hasta que un buen día no aguanta más y explota.

### Jīng wèi tián hǎi (精卫填海). Leyenda china
Jīng wèi tián hǎi (精卫填海), el pájaro que quiere tapar el mar, o el ave porfiada, es un cuento corto chino, basado en la leyenda popular.
En el acantilado de una lejana isla, esta avecilla hizo su nido. Cierto día, una ola se llevó la morada del ave y ésta,muy enojada, se propuso secar el mar. Para lo cual todo el tiempo lo dedicó a echarle piedras, tierra, rocas, etc.
Así lleva siglos; picoteando la inmensa roca sin descanso. Tarde o temprano, el ave acabará por convertirla en polvo y desecar el mar.
Esta leyenda se remonta al emperador Yan, quien tenía una hija, llamada Nüwa.

### La piedra de la Paciencia en las religiones judeocristiana y musulmana

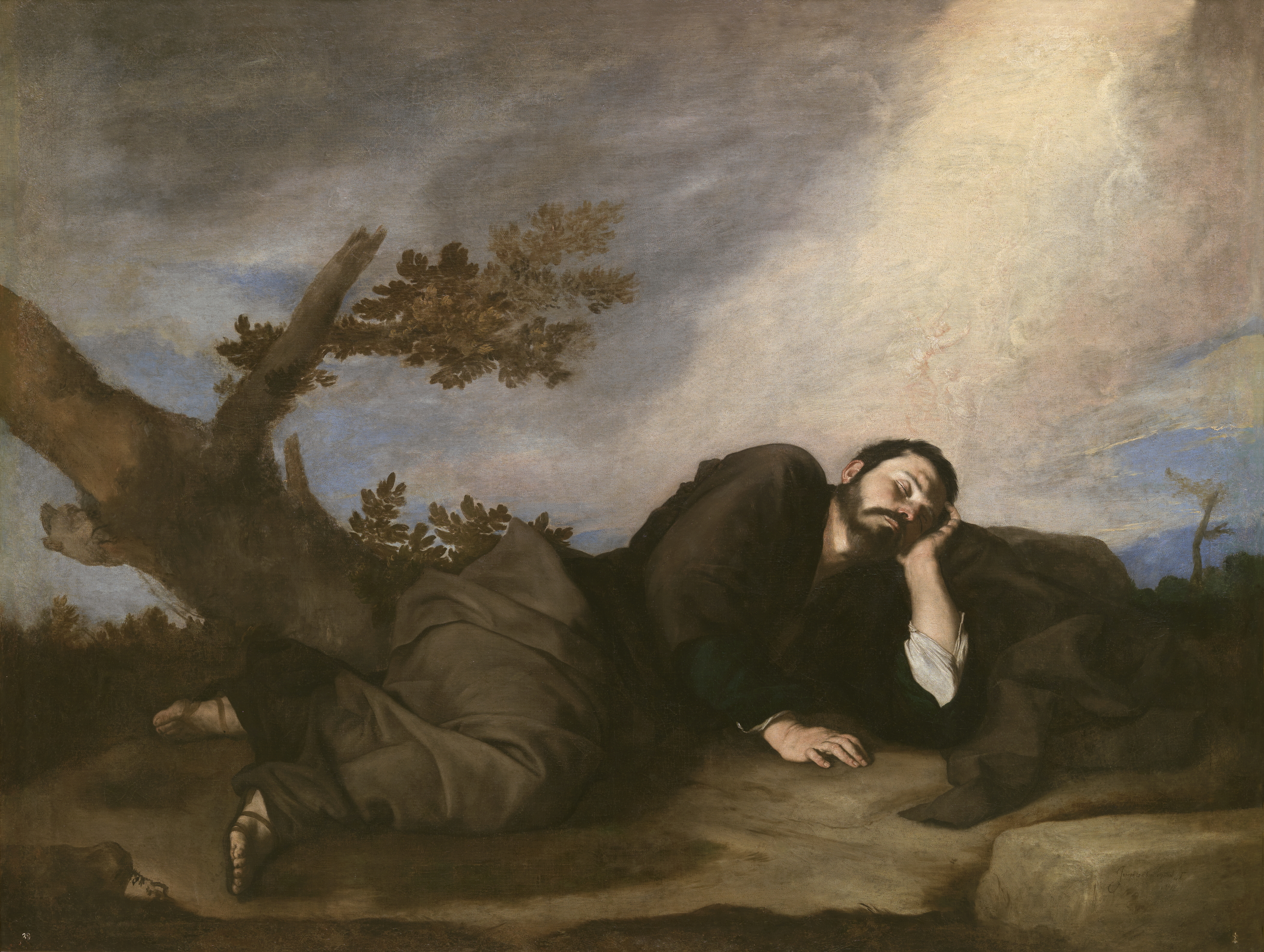
El sueño de Jacob. Óleo del pintor barroco español José de Ribera (1591-1652). Museo del Prado de Madrid (España).

En el Antiguo Testamento aparece por primera vez la Piedra de la Paciencia. Este resumen del sueño de las escalinatas nos acerca al Génesis, capítulo 28, versículos 10-22, donde se relata el sueño de Jacob: 
"Estaba viajando Jacob cuando llegó la noche y decidió quedarse en el campo a dormir. Tomó una piedra como almohada, se acostó y se quedó profundamente dormido.
Entonces tuvo un sueño:
Soñó con una larga escalera apoyada en el cielo y vio a los ángeles de Dios que subían y bajaban por ella. En lo más alto de la escalera estaba Dios.".
Según algunas leyendas, la piedra de la paciencia "está en La Meca y alrededor de ella millones de peregrinos dan vueltas contándole sus desgracias". El día que no le quepan más desgracias explotará y tendrá lugar el Apocalipsis.

## En América

### Bocas delrío Meta
Lleva este nombre una roca que halló el Barón de Humboldt en las Bocas del río Meta. Se desconoce el por qué de su nombre.

### Sogamoso
Entre los mitos y leyendas de Sogamoso, en el departamento de Boyacá, Colombia, aún se conserva la leyenda de una piedra que en la época de la colonia, dominaba la ciudad en "un lugar del cual no hay rastros y nadie recuerda". En la creencia de que se trataba de algún un tesoro enterrado, cierto acaudalado quiso descifrar el misterio de la inmensa mole sobre la cual se leía esta frase:
Si me volvieras,vieras.
Luego de muchos esfuerzoa y despilfarro de dineros, la piedra cedió al empeño de las palancas y antes de romperse por completo, los atónitos espectadores pudieron leer en la cara oculta de la roca:
Bendito y alabado,
me volviste al otro lado.

## En la literatura moderna
‘La piedra de la paciencia’, de Atiq Rahimi. Novela ganadora del Premio Goncourt 2008.Confesiones y reproches contra la paciencia. "Un relato sobre una mujer que descarga toda la rabia contenida por la opresión, el temor reverencial a su esposo y el reproche a este por quedar en estado vegetal al ir a la guerra santa, queda la duda si el hombre en este difícil trance podrá entenderle o si es como la piedra Kaaba de la Meca, que carga con las desgracias de la humanidad hasta que le llegue el momento de explotar.".Valdivia Dávila, 11 de abril de 2009 (enlace roto disponible en Internet Archive; véase el historial, la primera versión y la última).